# Deinocerites mathesoni
Deinocerites mathesoni är en tvåvingeart som beskrevs av John Nicholas Belkin och Charles L. Hogue 1959. Deinocerites mathesoni ingår i släktet Deinocerites och familjen stickmyggor. Inga underarter finns listade i Catalogue of Life.